# Jean Castets
Pour les articles homonymes, voir Castets.
Jean Castets (dit Le Marin Géant), né le 7 septembre 1900 à Boucau et mort le 17 février 1957 à Périgueux, est un joueur international français de rugby à XV évoluant au poste de deuxième ligne.

## Carrière

### En club
- Boucau stade
- 1920-1922[réf. nécessaire] : RC Toulon
- CA Périgueux

### En équipe nationale
Il a disputé son premier match avec l'équipe de France le 24 février 1923 contre l'équipe du Pays de Galles.

## Statistiques en équipe nationale
- 3 sélections en équipe de France en 1923